# Санчес Саорниль, Люсия
Люси́я Са́нчес Саорни́ль (исп. Lucía Sánchez Saornil; 13 декабря 1895, Мадрид — 2 июня 1970, Валенсия) — испанская поэтесса, активная анархистка и феминистка. Наиболее известна как одна из основательниц организации Свободные женщины, а также работой в Национальной конфедерации труда (CNT) и Интернациональной антифашистской солидарности (SIA).

## Ранние годы жизни
Воспитанная своим обедневшим и овдовевшим отцом Люсия посещала Королевскую академию изящных искусств Сан-Фернандо. В юности начала писать стихи и присоединилась к развивающемуся литературному направлению Ультраизм. К 1919 году её работы были опубликованы в различных изданиях, включая Los Quijotes, Tableros, Plural, Manantial and La Gaceta Literaria. Она работала под мужским псевдонимом, что позволило ей изучать темы, касаемые лесбиянок, в то время как гомосексуальность была незаконным объектом цензуры и наказания.

## Политическая активность
В 1931 году Люсия Санчес Саорниль, которая работала телефонным оператором с 1916 года, участвовала в забастовке, организованной анархо-синдикалистским рабочим объединением, Национальной Конфедерации Труда (CNT), против компании Telefónica. Это событие стало поворотной точкой в её жизни, послужив толчком для политической деятельности. С этого момента Люсия вступает в борьбу за анархическую социальную революцию.
В 1933 году Люсия была назначена Секретарём Мадридского отделения CNT, выпуская их журналы до начала Гражданской Войны в Испании. В мае 1938 года она становится генеральным секретарём Интернациональной Антифашистской Солидарности (SIA), анархическая организация, сходная по своим функциям с Красным Крестом, оказывающая помощь и поддержку.
Печатаясь в анархических изданиях, таких как EarthandFreedo, the WhiteMagazine and Workers' Solidarity, Люсия высказывает свои точки зрения феминистического характера. Хоть она не высказывается резко о контроле рождаемости, однако она осуждает важность деления по половому признаку в испанском обществе. Таким образом, Люсия упрочила свой статус наиболее радикальной анархистки, отвергающей образ женщины-домработницы, который всё еще оставался сомнительным. В серии статей для Workers' Solidarity, она с размахом опровергает определение материнства как ядра женской идентичности, выдвинутое Грегорио Мараньоном.

### Организация «Свободные женщины»

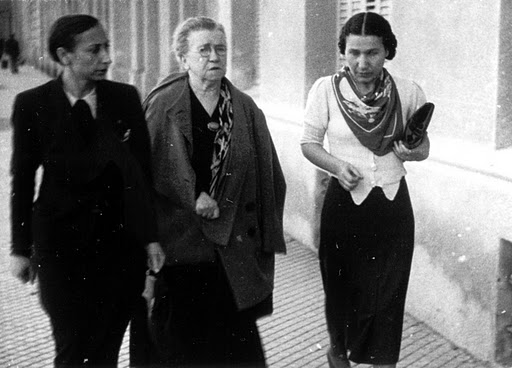
Люсия Санчес Саорниль (слева) и Эмма Голдман (в центре)

Недовольная шовинистическими предрассудками её соратников из республиканской партии, Люсия Санчес Саорниль и её две союзницы, Мерседес Комапосада и Ампаро Поч Гаскон, создали организацию «Свободные женщины» в 1936 году. Организация «Свободные женщины» являлась автономной анархической организацией, которую входили женщины, приверженцы «двойной борьбы» за женскую свободу и социальную революцию. Люсия и другие «Свободные Женщины» отрицали доминирующее мнение, что половое равенство должно происходить естественным образом из бесклассового общества. Как только вспыхнула Гражданская война, число участников организации возросло до 30.000,и они начали организовываться женские социальные пространства, школы, газеты и программы детских садов.
В 1937 году, работая в Валенсии в качестве редактора журнала Threshold, Люсия познакомилась с Америкой Барросо, которая стала её партнёршей и соратницей на всю жизнь.

## Ссылка и укрытие
С поражением Второй Республики Люсия и Америка были вынуждены спасаться бегством в Париж, здесь Люсия продолжила своё участие в SIA. С капитуляцией Франции немецким войскам, вскоре, появилась необходимость снова уехать, и они вернулись в Мадрид в 1941 году.
В Мадриде Люсия работала фоторедактором, но ей снова пришлось поменять место проживания после того как в ней признали партизана-анархиста. Она и Америка отправились в Валенсию, где жила семья Америки. Из-за распространения фашизма и католического морализма их связь выставляла их, как потенциально опасных людей, и поэтому они скрывали свои отношения. На протяжении этого времени Америка работала в Аргентине консультантом, в том время как Люсия продолжала свою работу в качестве редактора вплоть до своей смерти от рака в 1970 году. Её поэзия того периода выражает её мнение о страхе поражения и способности продолжать бороться. Люсия не оставила автобиографических записей.
Эпитафия на надгробной плите Люсии гласит: «Правда ли, что надежда умерла?» («¿Pero es verdad que la esperanza ha muerto?»).